# Åsa Ekman
Åsa Lisa Ekman, född 1972, är en svensk regissör, journalist, fotograf och klippare. Hon har bland annat gjort My Life My Lesson (2015), en film om barn som lever i våld, Mammas comeback (2011), Allt rör sig om Edith (2008), Player vs. Romeo (2006) och Dragkingdom of Sweden (2002).
Hon tilldelades 2011 Svenska kyrkans filmpris för Mammas comeback.